# Enriqueta Legorreta López
Enriqueta Legorreta y López-Valdés Ocampo (Ciudad de México, 25 de julio de 1914-Aguascalientes, 15 de diciembre de 2010) fue una cantante de ópera y ambientalista mexicana. Debutó en 1941 y fue la primera mujer mexicana que interpretó música de Richard Wagner en su país. En 1943 interpretó Fidelio, de Ludwig van Beethoven, en la Ópera Nacional.

## Formación
Estudió en el Conservatorio Nacional de Música, al que ingresó en 1939.

## Carrera
Se presentó por primera vez en México interpretando el papel de Sieglinde, de La valquiria, de Richard Wagner. Fue ella la primera intérprete femenina de óperas de ese compositor en su país. Participó en la inauguración de la Ópera Nacional. Interpretó ópera con celebridades del mundo tales como Claudio Arrau, Leonard Bernstein, Pablo Casals, Igor Stravinsky e Isaac Stern.

## Activismo
Participó en protestas en contra del hecho de que a los cantantes no se les pagara por su trabajo sino por su afiliación a ciertos funcionarios. Al lado de Isabel Mercado, fundó la Asociación de Mujeres Mexicanas por el Equilibrio de la Economía; junto con Heberto Castillo fundó el Partido Mexicano de los Trabajadores; al lado de Gabriel Cuadra y de la Torre y Regina Barba, colaboró en la creación de la Asociación Ecológica de Coyoacán. Creó la Asociación Conciencia Ecológica de Aguascalientes.